# Issam Jebali
Issam Jebali (født 25. december 1991) er en tunesisk fodboldspiller, der spiller for Gamba Osaka. Desuden har han optrådt på det tunesiske landshold. Issam Jebali er angriber og sparker lige godt med begge fødder.

## Klubkarriere

### Étoile Sportive du Sahel
Issam Jebali begyndte sin seniorkarriere i klubben Étoile Sportive du Sahel. Klubben er blandt Tunesiens tre største fodboldklubber og spiller i landets bedste række, Championnat de la Ligue Professionnelle 1.

### IFK Värnamo
Den 9. februar 2015 blev Issam Jebali som 23-årig hentet til den svenske klub IFK Värnamo på en toårig kontrakt. Han blev hentet til den svenske klub i Superettan efter et tip fra sin svenske kæreste. Han havde gennem flere år med jævne mellem trænet med i klubben, inden han officielt blev Värnamospiller.

### IF Elfsborg
Den 18. juli 2016 skiftede han til ligeledes svenske IF Elfsborg på en kontrakt, der skulle strække sig frem til og med sæsonen 2019. I december 2017 forlængede IF Elfsborg og Issam Jebali kontrakten med yderligere to år. 
Issam Jebali spillede to år i Elfsborg, hvor han i alle turneringer scorede 23 mål, ligesom han fik 17 assists fordelt på sammenlagt 65 kampe.

### Rosenborg BK
Den 8. august 2018 skrev han under på en fireårig kontrakt med den norske klub Rosenborg BK, der købte ham fra IF Elfsborg for 8,5 millioner kroner. Her skulle han hurtigt blive en stor profil på holdet.
Den 19. august 2018 fik han sin debut for Rosenborg i den norske Eliteserie. Han scorede også sit første Eliteserie-mål i samme kamp, ligesom han var involveret i det andet mål i kampen, der endte med en 0-2-sejr til Rosenborg ude over Kristiansund BK.
I sæsonen 2018 var han med til at vinde det norske mesterskab og den norske pokalturnering med Rosenborg BK. Han nåede i løbet af en halvsæson at spille 13 kampe med fem mål og to assists til følge i Rosenborg.  Af de 13 kampe i Rosenborg var to kampe i Europa League-kvalifikationen, hvor han scorede ét mål, mens tre kampe var i selve Europa League, hvor han ligeledes scorede ét mål.
I en kvalifikationskamp til Europa League mellem Rosenborg og KF Shkëndija scorede han et mål, der af Rosenborgs fans blev kåret til årets mål i 2018 med 40 procent af stemmerne. Han scorede i øvrigt også målet, der med 16 procent af stemmerne fik næstflest stemmer i konkurrencen om kåringen af årets mål. 

### Al Wahda FC
Den 31. januar 2019 blev Issam Jebali solgt til den Saudi-arabiske klub Al Wahda FC  for 10,5 millioner kroner.  Han fik sin officielle debut for Al Wahda FC i en kamp mod Al-Ittihad FC den 4. februar 2019 i den bedste saudiarabiske liga, Saudi Professional League (arabisk: دوري المحترفين السعودي). Han startede på banen, men blev udskiftet efter 68 minutter.
Han scorede sit første mål for Al Wahda i en kamp mod Ohod den 22. februar 2019. Den 2. marts 2019 scorede han igen, da Al Wahda på udebane spillede 1-1 mod Al Batin. Endeligt scorede han på hjemmebane, da Al Wahda den 6. april 2019 vandt 3-1 over Al-Ettifaq.

### Odense BK
Den 30. juli 2019 skrev han under en treårig kontrakt med Odense BK frem til sommeren 2022. Han kom til Odense BK på en fri transfer, idet han forinden havde fået ophævet sin kontrakt med Al Wahda FC.  Issam Jebalis tidligere klub Rosenborg samt den danske storklub Brøndby IF var eftersigende også interesserede i spilleren, men han valgte altså Odense BK.

## Landsholdet
Han blev for første gang udtaget til Tunesiens landshold til en kamp mod Liberia den 4. september 2016.
Den 28. august 2018 blev han igen udtaget til Tunesiens trup til kampen mod Swaziland 9. september 2018.
Den 9. september 2018 fik han sin første landskamp for Tunesien mod Swaziland i kvalifikationen til African Cup of Nations. Tunesien vandt 2-0 i kampen, hvor Issam Jebali blev skiftet ind i det 82. minut.